# Leucanthemum hultenii
Leucanthemum hultenii là một loài thực vật có hoa trong họ Cúc. Loài này được A mô tả khoa học đầu tiên năm 1961.